# Ferrante Sanseverino
Il principe Ferrante Sanseverino, anche noto come Ferdinando Sanseverino (Napoli, 18 gennaio 1507 – Orange, 1568), appartenente alla nobile famiglia Sanseverino, fu l'ultimo principe di Salerno.

## Biografia
Era figlio di Roberto II Sanseverino e di Marina d’Aragona di Villahermosa, ed era nipote di re Ferdinando il Cattolico.
Il padre Roberto morì nel 1508, e nel 1516, con il consenso del re Ferdinando II, sposò Isabella Villamarina. Fu generale dell'imperatore Carlo V e partecipò alla conquista di Tunisi nel 1535. Nel 1553 si mise in urto politicamente col governo spagnolo nel Regno di Napoli - perché contrario all'introduzione dell'inquisizione spagnola - e finì in disgrazia, rifugiandosi in esilio in Francia, fino alla morte.
Perse così il suo palazzo a Napoli (trasformato nella Chiesa del Gesù Nuovo), e i suoi possedimenti a Salerno, che furono confiscati, come pure il titolo di principe di Salerno, che non venne più attribuito: la città iniziò un periodo di decadenza, terminato solo nel XVIII secolo con la fine del dominio spagnolo.
Fu un appassionato di teatro e fece sistemare un luogo per le rappresentazioni nella sua dimora napoletana. Come "principe di Salerno" fu promotore dell'ultima rifioritura della Scuola Medica Salernitana, patrocinando il medico Paolo Grisignano (autore del "Commento agli Aforismi di Ippocrate" e del "Sui polsi e sulle urine").
A Salerno inoltre ebbe come residenza il castello di Arechi (ospitandovi anche Carlo V), dove si attorniò di nobili come i Mazzacane, de Ruggero, i de Vicariis, i Dentice, i Capano, i d'Alitto, i Carrano, i de Ogeda o Hogeda, i Britonio e tanti altri oltre che di artisti, uomini di cultura e intellettuali come il filosofo Agostino Nifo, Scipione Capece e Bernardo Tasso, il padre di Torquato Tasso. Durante il suo principato, Salerno tornò per alcuni decenni ad essere una delle principali città del meridione, riesumando parzialmente gli antichi splendori dei suoi principi longobardi e normanni.
Questa sua munificenza e cultura lo mise al livello dei grandi principi rinascimentali e tuttavia era molto popolare presso il popolo napoletano, che lo inviò a Carlo V per protestare contro l'Inquisizione dell'impero spagnolo; tuttavia, questa sua posizione gli procurò l'avversità del viceré spagnolo Pietro di Toledo, costringendolo all'esilio in Francia sotto la protezione di Enrico II, mentre i suoi feudi vennero confiscati dalla Spagna. Morì in Francia, solo e abbandonato, a 61 anni.

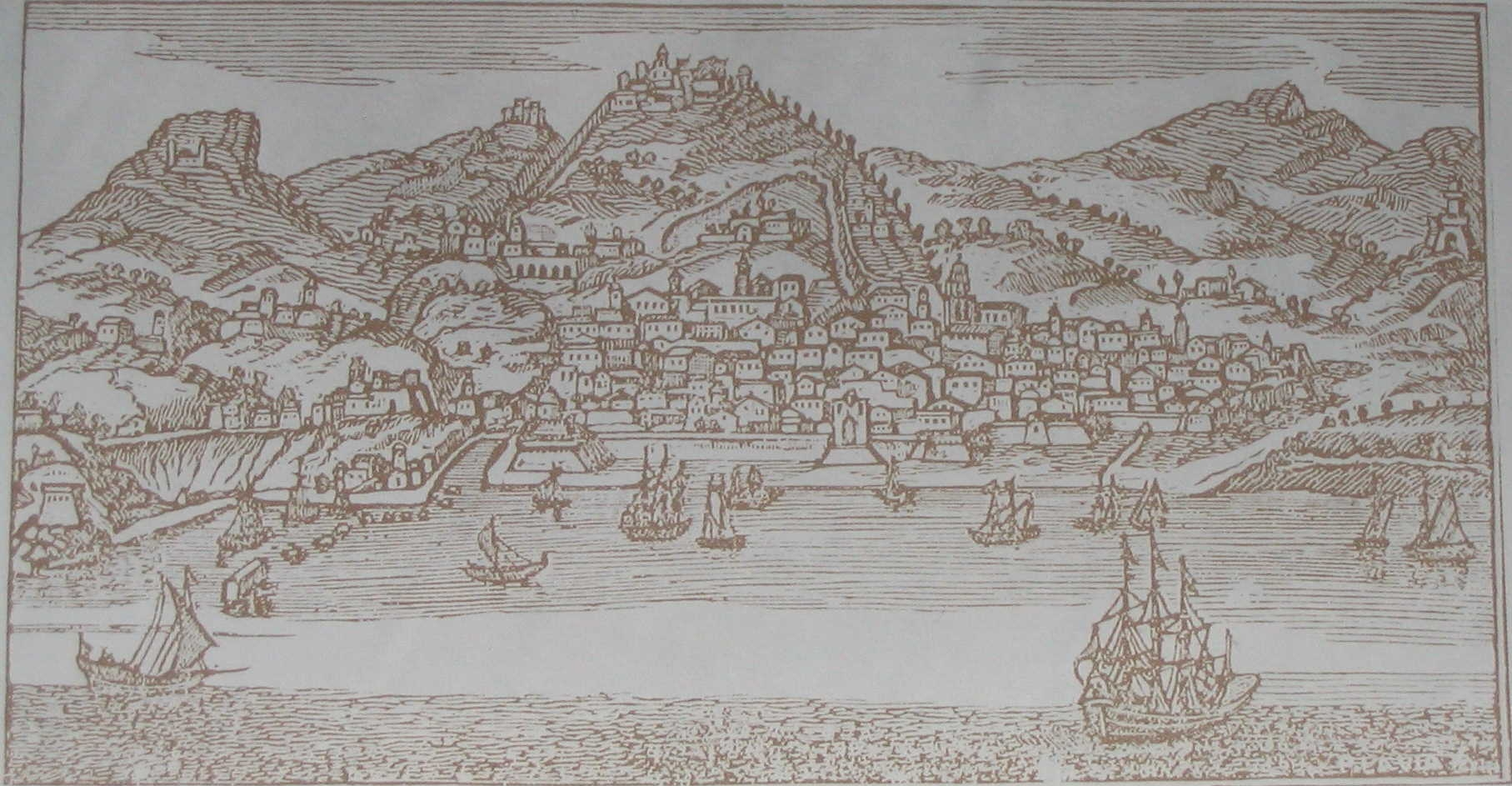
Salerno al tempo del principe Ferrante Sanseverino in una stampa rinascimentale

## Ascendenza
|                                                        |                       |                                                | Genitori                                         |  |  | Nonni |  |  | Bisnonni                                     |  |  | Trisnonni                                 |  |
|                                                        |                       |                                                |                                                  |  |  |       |  |  | Roberto I Sanseverino, I principe di Salerno |  |  | Giovanni Sanseverino, IX conte di Marsico |  |
|                                                        |                       |                                                |                                                  |  |  |       |  |  | Roberto I Sanseverino, I principe di Salerno |  |  | Giovanni Sanseverino, IX conte di Marsico |  |
|                                                        |                       | Giovanna Sanseverino                           |                                                  |  |  |       |  |  | Roberto I Sanseverino, I principe di Salerno |  |  |                                           |  |
| Antonello Sanseverino, II principe di Salerno          |                       |                                                |                                                  |  |  |       |  |  | Roberto I Sanseverino, I principe di Salerno |  |  |                                           |  |
|                                                        |                       | Raimondina Orsini del Balzo                    | Gabriele Orsini del Balzo, duca di Venosa        |  |  |       |  |  |                                              |  |  |                                           |  |
|                                                        |                       | Raimondina Orsini del Balzo                    | Gabriele Orsini del Balzo, duca di Venosa        |  |  |       |  |  |                                              |  |  |                                           |  |
|                                                        |                       | Raimondina Orsini del Balzo                    | Maria/Giovanna Caracciolo                        |  |  |       |  |  |                                              |  |  |                                           |  |
| Roberto II Sanseverino, III principe di Salerno        |                       | Raimondina Orsini del Balzo                    |                                                  |  |  |       |  |  |                                              |  |  |                                           |  |
|                                                        |                       | Federico III da Montefeltro, II duca di Urbino | Guidantonio da Montefeltro, VIII conte di Urbino |  |  |       |  |  |                                              |  |  |                                           |  |
|                                                        |                       | Federico III da Montefeltro, II duca di Urbino | Guidantonio da Montefeltro, VIII conte di Urbino |  |  |       |  |  |                                              |  |  |                                           |  |
|                                                        |                       | Federico III da Montefeltro, II duca di Urbino | Elisabetta degli Accomanducci                    |  |  |       |  |  |                                              |  |  |                                           |  |
| Costanza da Montefeltro                                |                       | Federico III da Montefeltro, II duca di Urbino |                                                  |  |  |       |  |  |                                              |  |  |                                           |  |
|                                                        |                       | Battista Sforza                                | Alessandro Sforza, signore di Pesaro             |  |  |       |  |  |                                              |  |  |                                           |  |
|                                                        |                       | Battista Sforza                                | Alessandro Sforza, signore di Pesaro             |  |  |       |  |  |                                              |  |  |                                           |  |
|                                                        |                       | Battista Sforza                                | Costanza da Varano                               |  |  |       |  |  |                                              |  |  |                                           |  |
| Ferrante Sanseverino, IV principe di Salerno           |                       | Battista Sforza                                |                                                  |  |  |       |  |  |                                              |  |  |                                           |  |
|                                                        | Joan II, re d'Aragona | Ferran I, re d'Aragone e Sicilia               |                                                  |  |  |       |  |  |                                              |  |  |                                           |  |
|                                                        | Joan II, re d'Aragona | Ferran I, re d'Aragone e Sicilia               |                                                  |  |  |       |  |  |                                              |  |  |                                           |  |
|                                                        | Joan II, re d'Aragona | Leonor de Alburquerque                         |                                                  |  |  |       |  |  |                                              |  |  |                                           |  |
| Alfonso de Aragón y de Escobar, I duca di Villahermosa | Joan II, re d'Aragona |                                                |                                                  |  |  |       |  |  |                                              |  |  |                                           |  |
|                                                        |                       | Leonor d'Escobar                               | Alfonso Rodríguez de Escobar                     |  |  |       |  |  |                                              |  |  |                                           |  |
|                                                        |                       | Leonor d'Escobar                               | Alfonso Rodríguez de Escobar                     |  |  |       |  |  |                                              |  |  |                                           |  |
|                                                        |                       | Leonor d'Escobar                               | …                                                |  |  |       |  |  |                                              |  |  |                                           |  |
| Marina de Aragón y Sotomayor                           |                       | Leonor d'Escobar                               |                                                  |  |  |       |  |  |                                              |  |  |                                           |  |
|                                                        |                       | Juan de Sotomayor y Hijar                      | Fernando de Sotomayor                            |  |  |       |  |  |                                              |  |  |                                           |  |
|                                                        |                       | Juan de Sotomayor y Hijar                      | Fernando de Sotomayor                            |  |  |       |  |  |                                              |  |  |                                           |  |
|                                                        |                       | Juan de Sotomayor y Hijar                      | Leonor de Hijar                                  |  |  |       |  |  |                                              |  |  |                                           |  |
| Leonor de Sotomayor y Portugal                         |                       | Juan de Sotomayor y Hijar                      |                                                  |  |  |       |  |  |                                              |  |  |                                           |  |
|                                                        |                       | Isabel de Portugal                             | Fernando de Portugal, signore di Eça             |  |  |       |  |  |                                              |  |  |                                           |  |
|                                                        |                       | Isabel de Portugal                             | Fernando de Portugal, signore di Eça             |  |  |       |  |  |                                              |  |  |                                           |  |
|                                                        |                       | Isabel de Portugal                             | Leonor de Teive                                  |  |  |       |  |  |                                              |  |  |                                           |  |
|                                                        |                       | Isabel de Portugal                             |                                                  |  |  |       |  |  |                                              |  |  |                                           |  |

## Stemma
| Stemma | Blasonatura                                                                                  |
| ------ | -------------------------------------------------------------------------------------------- |
| \| \|  | Ferrante Sanseverino Principe di Salerno D'argento alla fascia di rosso. Corona di principe. |
|        |                                                                                              |